# كوبري المرازيق

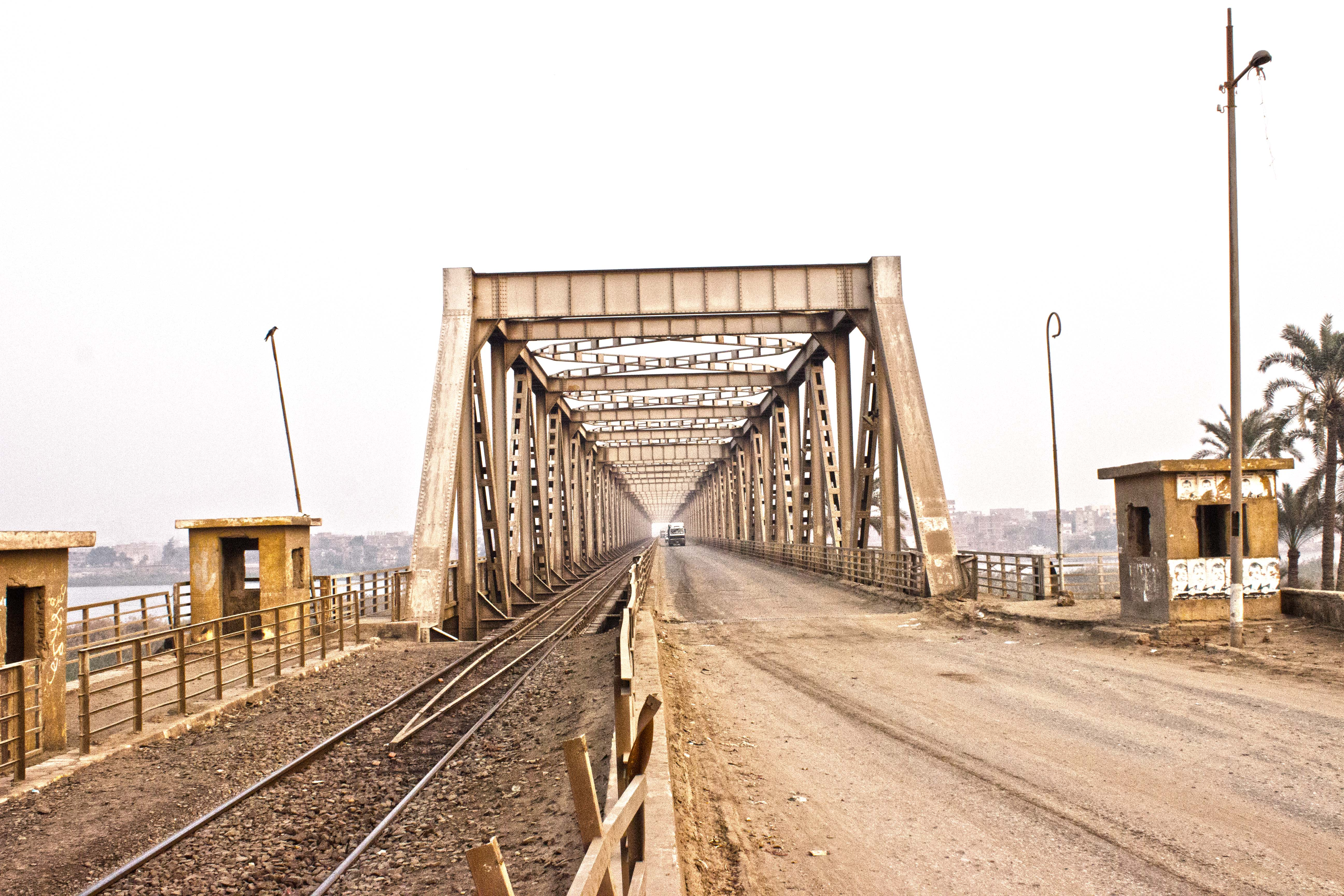
كوبري المرازيق

كوبري المرازيق جسر عابر لنهر النيل يقع ب التبين جنوب حلوان ويتبع محافظة الجيزة، وتحديدا مركز البدرشين.
هو أقدم[بحاجة لمصدر] كوبري علوي على النيل، لعبور السيارات والقطارات.